# Liste der Kernreaktoren mit der höchsten Jahresproduktion
Die Liste der Kernreaktoren mit der höchsten Jahresproduktion enthält die Kernreaktoren mit den fünf höchsten Werten an jährlicher Bruttoerzeugung elektrischer Energie in Terawattstunden seit dem Jahr 1980.
Deutsche Kernkraftwerke verzeichneten seit dem Jahre 1980 insgesamt 28 mal die Jahreshöchstproduktion, der Reaktor Grohnde achtmal und Isar 2 zehnmal. Viermal erreichten Reaktoren aus den Vereinigten Staaten den höchsten Wert, zweimal der französische Reaktor Chooz B1 mit der bis einschließlich 2012 höchsten Jahresproduktion von 12,97 TWh. Auffällig häufig vertreten ist die Bauart Konvoi, von welcher nur drei Reaktoren jemals gebaut wurden (Isar 2, Emsland und Neckarwestheim 2); dies waren auch die letzten bis 15. April 2023 in Betrieb befindlichen kommerziellen Kernkraftwerke in Deutschland. Der EPR wurde ursprünglich als deutsch-französischer „Nachfolger“ der Konvoi-Bauserie konzipiert und auch vermarktet und einer der ersten beiden in Betrieb gegangenen Reaktoren dieser Bauart (Taishan 2) konnte 2020 auch den ersten Platz belegen.
| Jahr    | 1. Platz                                                  | 2. Platz                                     | 3. Platz                                            | 4. Platz                                     | 5. Platz                                      |
| ------- | --------------------------------------------------------- | -------------------------------------------- | --------------------------------------------------- | -------------------------------------------- | --------------------------------------------- |
| 1980    | 9,81 TWh – Unterweser Deutschland                         | Peach Bottom 3 Vereinigte Staaten            | Browns Ferry 3 Vereinigte Staaten                   | Tōkai 2 Japan                                | Bugey 5 Frankreich                            |
| 1981    | 9,54 TWh – Unterweser Deutschland                         | Biblis B Deutschland                         | Fukushima I 6 Japan                                 | Browns Ferry 2 Vereinigte Staaten            | Wylfa Vereinigtes Königreich                  |
| 1982    | 9,74 TWh – Biblis B Deutschland                           | Unterweser Deutschland                       | Biblis A Deutschland                                | Ōi 2 Japan                                   | Peach Bottom 3 Vereinigte Staaten             |
| 1983    | 9,96 TWh – Grafenrheinfeld Deutschland                    | Unterweser Deutschland                       | Ōi 1 Japan                                          | Biblis A Deutschland                         | Hinkley Point B Vereinigtes Königreich        |
| 1984    | 10,15 TWh – Grafenrheinfeld Deutschland                   | Krümmel Deutschland                          | Unterweser Deutschland                              | Fukushima II 2 Japan                         | Tōkai 2 Japan                                 |
| 1985    | 11,48 TWh – Grohnde Deutschland                           | Unterweser Deutschland                       | Grafenrheinfeld Deutschland                         | Philippsburg 2 Deutschland                   | Krümmel Deutschland                           |
| 1986    | 10,79 TWh – Grohnde Deutschland                           | Philippsburg 2 Deutschland                   | Ōi 2 Japan                                          | Krümmel Deutschland                          | Grafenrheinfeld Deutschland                   |
| 1987    | 10,21 TWh – Grohnde Deutschland                           | Philippsburg 2 Deutschland                   | Brokdorf Deutschland                                | Ōi 1 Japan                                   | Kashiwazaki Japan                             |
| 1988    | 10,86 TWh – Palo Verde 3 Vereinigte Staaten               | Grohnde Deutschland                          | Philippsburg 2 Deutschland                          | Grand Gulf 1 Vereinigte Staaten              | Paluel 1 Frankreich                           |
| 1989    | 10,86 TWh – Grohnde Deutschland                           | Emsland Deutschland                          | Ōi 2 Japan                                          | Gundremmingen B Deutschland                  | Philippsburg 2 Deutschland                    |
| 1990    | 10,69 TWh – Grohnde Deutschland                           | Emsland Deutschland                          | Neckarwestheim 2 Deutschland                        | Palo Verde 3 Vereinigte Staaten              | Isar 2 Deutschland                            |
| 1991    | 10,83 TWh – Emsland Deutschland                           | Grohnde Deutschland                          | Callaway 1 Vereinigte Staaten                       | Philippsburg 2 Deutschland                   | Isar 2 Deutschland                            |
| 1992    | 11,33 TWh – Brokdorf Deutschland                          | Grohnde Deutschland                          | Neckarwestheim 2 Deutschland                        | South Texas 2 Vereinigte Staaten             | Palo Verde 2 Vereinigte Staaten               |
| 1993    | 11,40 TWh – Unterweser Deutschland                        | Grohnde Deutschland                          | Emsland Deutschland                                 | Philippsburg 2 Deutschland                   | Isar 2 Deutschland                            |
| 1994    | 11,13 TWh – Isar 2 Deutschland                            | Emsland Deutschland                          | Neckarwestheim 2 Deutschland                        | Grohnde Deutschland                          | Philippsburg 2 Deutschland                    |
| 1995    | 11,36 TWh – Grohnde Deutschland                           | Neckarwestheim 2 Deutschland                 | Philippsburg 2 Deutschland                          | Emsland Deutschland                          | Isar 2 Deutschland                            |
| 1996    | 11,47 TWh – Philippsburg 2 Deutschland                    | Palo Verde 3 Vereinigte Staaten              | Neckarwestheim 2 Deutschland                        | Emsland Deutschland                          | Grohnde Deutschland                           |
| 1997    | 12,53 TWh – Grohnde Deutschland                           | Brokdorf Deutschland                         | Philippsburg 2 Deutschland                          | Isar 2 Deutschland                           | Palo Verde 1 Vereinigte Staaten               |
| 1998    | 11,76 TWh – Grohnde Deutschland                           | Brokdorf Deutschland                         | Philippsburg 2 Deutschland                          | Isar 2 Deutschland                           | Palo Verde 1 Vereinigte Staaten               |
| 001999  | 12,27 TWh – Isar 2 Deutschland                            | 11,83 TWh – Grohnde Deutschland              | 11,72 TWh – Philippsburg 2 Deutschland              | 11,67 TWh – Brokdorf Deutschland             | 11,55 TWh – Palo Verde 3 Vereinigte Staaten   |
| 002000  | 11,94 TWh – Isar 2 Deutschland                            | 11,93 TWh – Brokdorf Deutschland             | 11,68 TWh – Grohnde Deutschland                     | 11,63 TWh – Kashiwazaki 7 Japan              | 11,60 TWh – Palo Verde 1 Vereinigte Staaten   |
| 002001  | 12,40 TWh – Isar 2 Deutschland                            | 11,79 TWh – Brokdorf Deutschland             | 11,56 TWh – Grohnde Deutschland                     | 11,53 TWh – Emsland Deutschland              | 11,21 TWh – Unterweser Deutschland            |
| 002002  | 12,17 TWh – Isar 2 Deutschland                            | 11,92 TWh – Brokdorf Deutschland             | 11,88 TWh – Kashiwazaki 6 Japan                     | 11,86 TWh – Emsland Deutschland              | 11,81 TWh – Palo Verde 3 Vereinigte Staaten   |
| 002003  | 12,32 TWh – Isar 2 Deutschland                            | 11,77 TWh – Cattenom 3 Frankreich            | 11,71 TWh – Emsland Deutschland                     | 11,63 TWh – Philippsburg 2 Deutschland       | 11,58 TWh – Grohnde Deutschland               |
| 002004  | 12,24 TWh – Isar 2 Deutschland                            | 12,20 TWh – Civaux 2 Frankreich              | 11,80 TWh – Civaux 1 Frankreich                     | 11,76 TWh – Emsland Deutschland              | 11,64 TWh – South Texas 1 Vereinigte Staaten  |
| 0002005 | 11,98 TWh – Brokdorf Deutschland                          | 11,74 TWh – Hamaoka 5 Japan                  | 11,71 TWh – Isar 2 Deutschland                      | 11,57 TWh – Neckarwestheim 2 Deutschland     | 11,49 TWh – Kashiwazaki 6 Japan               |
| 0002006 | 12,40 TWh – Isar 2 Deutschland                            | 11,78 TWh – Brokdorf Deutschland             | 11,76 TWh – Emsland Deutschland                     | 11,76 TWh – South Texas 2 Vereinigte Staaten | 11,64 TWh – Grohnde Deutschland               |
| 0002007 | 12,36 TWh – South Texas 2 Vereinigte Staaten              | 12,01 TWh – Brokdorf Deutschland             | 12,01 TWh – Isar 2 Deutschland                      | 11,78 TWh – Philippsburg 2 Deutschland       | 11,59 TWh – Emsland Deutschland               |
| 0002008 | 12,84 TWh – Chooz B1 Frankreich                           | 12,09 TWh – Isar 2 Deutschland               | 12,04 TWh – Brokdorf Deutschland                    | 11,83 TWh – Civaux 2 Frankreich              | 11,49 TWh – Emsland Deutschland               |
| 0002009 | 12,24 TWh – Palo Verde 1 Vereinigte Staaten               | 12,13 TWh – Isar 2 Deutschland               | 12,05 TWh – Brokdorf Deutschland                    | 11,89 TWh – South Texas 2 Vereinigte Staaten | 11,60 TWh – Ignalina 2 Litauen                |
| 0002010 | 12,29 TWh – Palo Verde 2 Vereinigte Staaten               | 12,01 TWh – Isar 2 Deutschland               | 11,95 TWh – Brokdorf Deutschland                    | 11,90 TWh – South Texas 1 Vereinigte Staaten | 11,80 TWh – Philippsburg 2 Deutschland        |
| 0002011 | 12,31 TWh – Isar 2 Deutschland                            | 11,98 TWh – Palo Verde 3 Vereinigte Staaten  | 11,93 TWh – Chooz B2 Frankreich                     | 11,56 TWh – Emsland Deutschland              | 11,56 TWh – Neckarwestheim 2 Deutschland      |
| 0002012 | 12,97 TWh – Chooz B1 Frankreich                           | 12,12 TWh – Civaux 1 Frankreich              | 12,11 TWh – Palo Verde 1 Vereinigte Staaten         | 12,08 TWh – Isar 2 Deutschland               | 11,69 TWh – Grohnde Deutschland               |
| 0002013 | 12,04 TWh – Isar 2 Deutschland                            | 11,86 TWh – Palo Verde 2 Vereinigte Staaten  | 11,72 TWh – Brokdorf Deutschland                    | 11,50 TWh – Emsland Deutschland              | 11,40 TWh – South Texas 1 Vereinigte Staaten  |
| 0002014 | 12,86 TWh – Chooz B2 Frankreich                           | 12,48 TWh – Palo Verde 3 Vereinigte Staaten  | 12,30 TWh – South Texas 2 Vereinigte Staaten        | 11,54 TWh – Emsland Deutschland              | 11,54 TWh – Brokdorf Deutschland              |
| 0002015 | 12,34 TWh – Kernkraftwerk Grand Gulf 1 Vereinigte Staaten | 12,23 TWh – Palo Verde 1 Vereinigte Staaten  | 12,16 TWh – Civaux 1 Frankreich                     | 11,75 TWh – Chooz 1 Frankreich               | 11,32 TWh – Susquehanna 1 Vereinigte Staaten  |
| 0002017 | 12,92 TWh – Shin-Kori 3 Südkorea                          | 11,99 TWh – South Texas 2 Vereinigte Staaten | 11,91 TWh – Palo Verde 3 Vereinigte Staaten         | 11,89 TWh – Civaux 2 Frankreich              | 11,87 TWh – Peach Bottom 2 Vereinigte Staaten |
| 0002018 | 12,39 TWh – Chooz B2 Frankreich                           | 12,13 TWh – Isar 2 Deutschland               | 11,85 TWh – Palo Verde 1 Vereinigte Staaten         | 11,50 TWh – Emsland Deutschland              | 11,47 TWh – Susquehanna 2 Vereinigte Staaten  |
| 0002020 | 12,5 TWh – Taishan 2 Volksrepublik China                  | 11,6 TWh – Peach Bottom 3 Vereinigte Staaten | 11,5 TWh – South Texas Project 2 Vereinigte Staaten | 11,3 TWh – Palo Verde 3 Vereinigte Staaten   | 11,0 TWh – Isar 2 Deutschland                 |

| aktuell höchste Jahresproduktion | ehemals höchste Jahresproduktion |